# Wereldbeker schaatsen 2012/2013 - Massastart mannen
De massastart voor mannen stond tijdens de wereldbeker schaatsen 2012/2013 voor de tweede keer officieel op het programma. De massastart stond vier keer op het programma, namelijk op 18 november 2012 in Heerenveen, op 25 november in Kolomna, op 10 februari 2013 in Inzell, en tijdens de wereldbekerfinale op 10 maart in Heerenveen.
Titelverdediger was Alexis Contin die het vorige jaar zonder een van de drie races te winnen de meeste punten verzamelde. De vier races werden dit jaar elk door een andere schaatser gewonnen en het was de winnaar van de wedstrijd in Inzell, Arjan Stroetinga die in het klassement de meeste punten verzamelde en de Belg Bart Swings zodoende voorbleef.

## Reglementen
De mannen reden een race van 20 rondes. Na 5, 10 en na 15 rondes was er een tussensprint waar de eerste vier rijders respectievelijk 5, 3, 2 en 1 punt kregen. In de eindsprint na 20 rondes kregen de eerste zes rijders respectievelijk 31, 15, 10, 5, 3 en 1 punt. Op deze manier was de winnaar van de eindsprint ook altijd de winnaar van de wedstrijd. De verdere einduitslag werd eerst bepaald aan de hand van het behaalde aantal punten. Voor rijders die een gelijk puntenaantal behaalden, inclusief diegenen zonder punten, was de volgorde van de eindsprint bepalend. Deelnemers die de race niet uitreden, verloren eventuele punten behaald in de tussensprints.
Vanwege de grote belangstelling werden de eerste drie wedstrijden opgesplitst in een A en een B-groep.

## Podia
| Wedstrijd:     | Goud:                          | Tijd     | Punten | Zilver:                    | Punten | Brons:                         | Punten |
| Heerenveen (1) | Christijn Groeneveld Nederland | 10.14,55 | 31     | Arjan Stroetinga Nederland | 15     | Alexis Contin Frankrijk        | 12     |
| Kolomna        | Jorrit Bergsma Nederland       | 10.00,07 | 40     | Ewen Fernandez Frankrijk   | 22     | Alexis Contin Frankrijk        | 10     |
| Inzell         | Arjan Stroetinga Nederland     | 9.57,56  | 38     | Haralds Silovs Letland     | 23     | Christijn Groeneveld Nederland | 15     |
| Heerenveen (2) | Bart Swings België             | 10.32,32 | 33     | Joo Hyung-joon Zuid-Korea  | 15     | Arjan Stroetinga Nederland     | 11     |

## Eindstand
| #  | Schaatser               | HVN1 | KOL | INZ | HVN2 | Totaal |
| -- | ----------------------- | ---- | --- | --- | ---- | ------ |
| 1  | Arjan Stroetinga        | 80   | 45  | 100 | 105  | 330    |
| 2  | Bart Swings             | 60   | 40  | 60  | 150  | 310    |
| 3  | Jordan Belchos          | 36   | 60  | 45  | 75   | 216    |
| 4  | Christijn Groeneveld    | 100  | 32  | 70  | 10   | 212    |
| 5  | Jorrit Bergsma          | 45   | 100 | 50  | 0    | 195    |
| 6  | Lee Seung-hoon          | 24   |     | 40  | 90   | 154    |
| 7  | Marco Weber             | 40   | 50  | 32  | 32   | 154    |
| 8  | Joo Hyung-joon          | 25   |     |     | 120  | 145    |
| 9  | Alexis Contin           | 70   | 70  |     |      | 140    |
| 10 | Haralds Silovs          | 14   | 36  | 80  |      | 130    |
| 11 | Fredrik van der Horst   | 32   |     | 36  | 40   | 108    |
| 12 | Ewen Fernandez          | 19   | 80  |     |      | 99     |
| 13 | Roland Cieślak          | 4    | 15  | 18  | 45   | 82     |
| 14 | Patrick Meek            | 12   | 0   | 28  | 36   | 76     |
| 15 | Dmitri Babenko          | 50   | 24  |     |      | 74     |
| 16 | Bram Smallenbroek       | 0    | 25  | 12  | 28   | 65     |
| 17 | Sun Longjiang           | 15   | 28  | 21  |      | 64     |
| 18 | Roger Schneider         | 11   | 18  | 6   | 24   | 59     |
| 19 | Tormod Bjørnetun Haugen | 21   | 14  | 10  | 14   | 59     |
| 20 | Dmitri Fedotov          | 10   | 12  | 16  | 14   | 56     |
| 21 | Tyler Derraugh          | 28   | 21  |     |      | 49     |
| 22 | Kim Cheol-min           |      |     | 25  | 21   | 46     |
| 23 | Mirko Nenzi             |      | 19  | 8   | 16   | 43     |
| 24 | Ko Byung-wook           | 18   |     | 24  |      | 42     |
| 24 | Ferre Spruyt            | 6    | 10  | 14  |      | 30     |
| 27 | Jan Szymański           |      |     | 16  |      | 16     |
| 27 | Jonathan Garcia         |      | 16  |     |      | 16     |
| 29 | Robert Lehmann          |      | 11  | 5   |      | 16     |
| 30 | Li Bailin               | 8    | 8   |     |      | 16     |
| 31 | Joey Mantia             |      |     | 15  |      | 15     |
| 32 | Xu Peng                 | 8    |     | 4   |      | 12     |
| 33 | Zdeněk Haselberger      | 0    | 0   | 11  |      | 11     |
| 34 | Maarten Swings          | 2    | 8   | 0   |      | 10     |
| 35 | Stefan Due Schmidt      | 1    | 6   | 2   |      | 9      |
| 36 | Jonas Pflug             |      |     | 8   |      | 8      |
| 37 | Mark Jackson            | 6    | 0   |     |      | 6      |
| 37 | Paul Dyrud              |      |     | 6   |      | 6      |
| 39 | Sebastian Druszkiewicz  | 5    | 1   |     |      | 6      |
| 40 | Vitalij Michajlov       | 0    | 4   | 0   |      | 4      |
| 41 | Sergej Grjaztsov        | 0    | 2   |     |      | 2      |
| 42 | Armin Hager             |      |     | 1   |      | 1      |

## Wereldbekerwedstrijden
Dit is een overzicht van de individuele wedstrijden.

### Heerenveen (1)

#### A-groep
| Rang   | Schaatser             | Punten massastart | Tijd     | Punten wereldbeker | GWC |
| ------ | --------------------- | ----------------- | -------- | ------------------ | --- |
| Goud   | Christijn Groeneveld  | 31                | 10.14,55 | 100                | 10  |
| Zilver | Arjan Stroetinga      | 15                | 10.14,61 | 80                 | 8   |
| Brons  | Alexis Contin         | 12                | 10.14,67 | 70                 | 7   |
| 4      | Bart Swings           | 8                 | 10.14,68 | 60                 | 6   |
| 5      | Dmitri Babenko        | 6                 | 10.22,76 | 50                 | 5   |
| 6      | Jorrit Bergsma        | 5                 | 10.25,56 | 45                 |     |
| 7      | Marco Weber           | 3                 | 10.27,31 | 40                 |     |
| 8      | Jordan Belchos        | 2                 | 10.26,36 | 36                 |     |
| 9      | Fredrik van der Horst | 2                 | 10.37,50 | 32                 |     |
| 10     | Tyler Derraugh        | 2                 | 10.42,26 | 28                 |     |

#### B-groep
| Rang | Schaatser      | Punten massastart | Tijd     | Punten wereldbeker |
| ---- | -------------- | ----------------- | -------- | ------------------ |
| 1    | Joo Hyung-joon | 31                | 10.22,74 | 25                 |
| 2    | Ewen Fernandez | 15                | 10.23,78 | 19                 |
| 3    | Sun Longjiang  | 10                | 10.24,34 | 15                 |
|      |                |                   |          |                    |
| 6    | Ferre Spruyt   | 5                 | 10.26,20 | 6                  |
| 8    | Maarten Swings | 5                 | 10.35,42 | 2                  |

### Kolomna

#### A-groep
| Rang   | Schaatser            | Punten massastart | Tijd     | Punten wereldbeker | GWC |
| ------ | -------------------- | ----------------- | -------- | ------------------ | --- |
| Goud   | Jorrit Bergsma       | 40                | 10.00,07 | 100                | 10  |
| Zilver | Ewen Fernandez       | 22                | 10.00,42 | 80                 | 8   |
| Brons  | Alexis Contin        | 10                | 10.08,98 | 70                 | 7   |
| 4      | Jordan Belchos       | 7                 | 10.17,33 | 60                 | 6   |
| 5      | Marco Weber          | 6                 | 10.18,62 | 50                 | 5   |
| 6      | Arjan Stroetinga     | 5                 | 10.09,09 | 45                 |     |
| 7      | Bart Swings          | 3                 | 10.09,21 | 40                 |     |
| 8      | Haralds Silovs       | 3                 | 10.11,02 | 36                 |     |
| 9      | Christijn Groeneveld | 1                 | 10.10,10 | 32                 |     |
| 10     | Sun Longjiang        | 0                 | 10.11,10 | 28                 |     |
|        |                      |                   |          |                    |     |
| 17     | Ferre Spruyt         | 0                 | +1 Ronde | 10                 |     |

#### B-groep
| Rang | Schaatser         | Punten massastart | Tijd     | Punten wereldbeker |
| ---- | ----------------- | ----------------- | -------- | ------------------ |
| 1    | Bram Smallenbroek | 31                | 10.39,72 | 25                 |
| 2    | Mirko Nenzi       | 18                |          | 19                 |
| 3    | Roland Cieślak    | 13                |          | 15                 |
|      |                   |                   |          |                    |
| 5    | Maarten Swings    | 6                 | 10.56,91 | 8                  |

### Inzell

#### A-groep
| Rang   | Schaatser             | Punten massastart | Tijd     | Punten wereldbeker | GWC |
| ------ | --------------------- | ----------------- | -------- | ------------------ | --- |
| Goud   | Arjan Stroetinga      | 38                | 9.57,56  | 100                | 10  |
| Zilver | Haralds Silovs        | 23                | 9.58,93  | 80                 | 8   |
| Brons  | Christijn Groeneveld  | 15                | 9.59,80  | 70                 | 7   |
| 4      | Bart Swings           | 11                | 10.16,10 | 60                 | 6   |
| 5      | Jorrit Bergsma        | 3                 | 10.16,41 | 50                 | 5   |
| 6      | Jordan Belchos        | 2                 | 10.18,29 | 45                 |     |
| 7      | Lee Seung-hoon        | 1                 | 10.16,94 | 40                 |     |
| 8      | Fredrik van der Horst | 0                 | 10.25,22 | 36                 |     |
| 9      | Marco Weber           | 0                 | 10.16,97 | 32                 |     |
| 10     | Patrick Meek          | 0                 | 10.17,99 | 28                 |     |
|        |                       |                   |          |                    |     |
| 15     | Ferre Spruyt          | 0                 | 10.20,64 | 14                 |     |
| 16     | Bram Smallenbroek     | 0                 | 10.20,73 | 12                 |     |

#### B-groep
| Rang | Schaatser      | Punten massastart | Tijd     | Punten wereldbeker |
| ---- | -------------- | ----------------- | -------- | ------------------ |
| 1    | Kim Cheol-min  | 31                |          | 25                 |
| 2    | Junya Miwa     | 15                |          | 19                 |
| 3    | Joey Mantia    | 10                |          | 15                 |
|      |                |                   |          |                    |
| 11   | Maarten Swings | 0                 | 10.47,17 | 0                  |

### Heerenveen (2)
| Rang   | Schaatser             | Punten massastart | Tijd     | Punten wereldbeker | GWC  |
| ------ | --------------------- | ----------------- | -------- | ------------------ | ---- |
| Goud   | Bart Swings           | 33                | 10.32,32 | 150                | 15   |
| Zilver | Joo Hyung-joon        | 15                | 10.32,37 | 120                | 12   |
| Brons  | Arjan Stroetinga      | 11                | 10.32,40 | 105                | 10,5 |
| 4      | Lee Seung-hoon        | 10                | 10.32,41 | 90                 | 9    |
| 5      | Jordan Belchos        | 8                 | 10.33,66 | 75                 | 7,5  |
| 6      | Roland Cieślak        | 3                 | 10.35,74 | 45                 |      |
| 7      | Fredrik van der Horst | 3                 | 10.40,84 | 40                 |      |
| 8      | Patrick Meek          | 1                 | 10.33,97 | 36                 |      |
| 9      | Marco Weber           | 1                 | 10.33,98 | 32                 |      |
| 10     | Bram Smallenbroek     | 1                 | 11.24,67 | 28                 |      |
|        |                       |                   |          |                    |      |
| 16     | Christijn Groeneveld  |                   | 7.01,18  | 10                 |      |
| DQ     | Jorrit Bergsma        | 0                 |          | 0                  |      |

2011/2012 · 
2012/2013 · 
2013/2014 · 
2014/2015 · 
2015/2016 · 
2016/2017 · 
2017/2018 · 
2018/2019 · 
2019/2020 · 
2020/2021 · 
2021/2022 · 
2022/2023 · 
2023/2024 · 
2024/2025